# سیارک ۲۱۷۲۵۷
سیارک ۲۱۷۲۵۷ (به انگلیسی: 217257 Valemangano، نامگذاری:2003WU26)۲۱۷۲۵۷مین سیارک کشف شده‌است که در ۱۹ نوامبر ۲۰۰۳ کشف شد.